# Batalla de Panipat (1556)
La batalla de Panipat (5 de noviembre de 1556) fue un enfrentamiento militar entre las fuerzas del Imperio mogol y del Imperio suri con victoria de las primeras.
Hemu (c.1501-1556) había sido visir y general del sah pastún, Adil Shah Suri (¿?-1557). Este personaje aprovechó la muerte del emperador Humayun (1508-1556) para avanzar desde Bengala hacia el noroeste y capturar Delhi el 7 de octubre de ese año, proclamándose Vikramaditya, un título de la realeza. El niño emperador Akbar (1542-1605) y su regente Bairam Khan (c.1501-1561) partieron desde el Punjab a recuperar la ciudad. La batalla decisiva se dio cerca de Panipat, donde el abuelo de Akbar venció a los ejércitos del Sultanato de Delhi.
La artillería de Hemu había sido capturada por 10.000 jinetes mogoles pocos días antes, cuando se encontraron sorpresivamente con su débil guardia. Hemu conservaba su superioridad numérica y uso esta ventaja junto a sus elefantes de guerra para atacar los flancos mogoles. La caballería enemiga no se desbarató y los evitó, atacándolos con sus arcos. El centro mogol estaba detrás de un barranco que sus enemigos fueron incapaces de cruzar, quedando vulnerables a su superior potencia de fuego. Pronto la caballería mogol empezó a atacar las alas y retaguardia indias, haciéndolas ceder y forzando a los elefantes a retirarse. Ante esto, los mogoles aprovecharon de atacar el centro indio por atrás. Hemu logró reaccionar y repeler la amenaza, en tanto que sus flancos se reorganizaron y hacían retroceder las alas mogolas pero entonces una flecha le hirió y dejó inconsciente. Esto hizo huir a sus hombres en pánico, siendo masacrados en la fuga.
Hemu fue capturado poco después de la batalla. Sus captores le exigieron convertirse al islam (él era hindú) pero al negarse fue decapitado.